# Jean Molle
Jean Joseph L'Heureux Molle, dit Jean L'Heureux Molle ou Jean Molle, né le 24 avril 1876 à Sète (Hérault) et mort le 27 septembre 1918 à Paris, est un homme politique français.

## Biographie
Fils de Jules L'Heureux Molle et de Marie Alquier, Jean Joseph L'Heureux Molle passe sa jeunesse entre Sète et Montpellier où il fait ses études. Durant l'été 1893, inscrit à la Faculté des Lettres, il obtient le grade de Bachelier de l’Enseignement secondaire classique. En 1906, après qu'il a obtenu une Licence de la Faculté de Droit et qu'il est devenu avocat près la Cour d'Appel de Montpellier, il obtient le grade de Docteur consécutivement à la soutenance d'une thèse de Politique économique.
Amateur de littérature, Jean Joseph L'Heureux Molle est membre de la Société Littéraire de Sète – l'orthographe alors utilisée pour désigner la ville est « Cette » – pour laquelle il publie divers textes et poèmes dans la revue La Harpe jusqu'aux environs de 1899.
S'étant forgé des opinions socialistes lorsqu'il était étudiant, il s'engage aussi rapidement en politique. En 1902, alors que des élections municipales partielles sont organisées à Sète après la démission de 5 conseillers membres de la municipalité dirigée par Honoré Euzet (Parti ouvrier français - POF), Jean Joseph L'Heureux Molle devient le nouveau maire après s'être présenté sur une liste dite de « Concentration socialiste ». Très proche des syndicalistes révolutionnaires, il jouit d’une très grande popularité parmi les ouvriers de la ville. Réélu au premier tour des élections municipales le 1er mai 1904, alors qu'il anime à Sète le groupe « L'Agglomération socialiste », obtenant par ailleurs un siège de conseiller général le 5 mars 1905, il se désiste en faveur du radical-socialiste Jacques Salis au second tour des élections législatives de 1906, dans la 3e circonscription de Montpellier. Deux ans plus tard, aux élections municipales de 1908, après une campagne houleuse qui voit l'annulation des votes du second tour par la préfecture de l'Hérault et l'organisation d'un troisième tour à Sète, il s'incline contre l'ancien maire Honoré Euzet. Lors de ce même scrutin, son cousin Jean-Étienne Alquier, pharmacien de 1ère classe et Officier d'Académie, devient maire de la commune de Caux après avoir pris la tête d'une liste se réclamant du Bloc républicain.
L'ascension politique de Jean Joseph L'Heureux Molle se poursuit malgré la défaite aux municipales. Le 8 mai 1910, il devient député SFIO de l'Hérault après sa victoire au second tour contre le candidat radical-socialiste Taillan. Dans son Dictionnaire des parlementaires français, Jean Jolly écrit à son sujet : « Inscrit au groupe de l'Union républicaine radicale socialiste, membre de diverses Commissions dont celle de la Marine, Jean L’Heureux Molle ne tarda pas à se manifester tant par ses dépôts de textes que par ses interventions sur le budget ; il prit part à de nombreuses discussions ayant pour objet les vins de champagne (1911), la durée du travail dans les établissements industriels (1912), la durée du service dans l'armée active, la fréquentation scolaire et la défense de l'école laïque, l'assistance aux familles nombreuses, les délimitations régionales (1913) ». Ayant quitté la SFIO en 1912, Jean Joseph L'Heureux Molle se représente en tant que « Socialiste indépendant » aux élections législatives de 1914 et emporte un nouveau mandat. Retrouvant sa place à la Commission de la Marine marchande, il devient alors membre de la Commission des Comptes définitifs et des Économies. La guerre multiplie ses activités sur plusieurs plans : il prend part à la discussion de projets et propositions de loi relatifs au régime de la presse en temps de guerre ; à l'établissement d'une contribution sur les bénéfices de guerre ; aux patentes et aux mutations par décès (1916) ; ou encore à la réparation des dommages causés par faits de guerre (1917).
Jean Joseph L'Heureux Molle décède subitement le 27 septembre 1918, dans sa quarante-deuxième année, alors que la Première Guerre mondiale est sur le point de s'achever. Il est inhumé durant quelques semaines au cimetière parisien de Pantin, avant d'être rapatrié à Sète.

## Hommage
Plusieurs personnalités lui rendent hommage telles que le député Albert Seydoux, ou encore le président de la Chambre des députés Paul Deschanel qui déclare notamment : « Ses interventions à la tribune furent fréquentes et variées : agriculture, commerce, travaux publics et transports, justice, instruction publique, beaux-arts, travail, réparation des dommages de guerre... Ses études multiples et sa culture étendue nous promettaient un brillant avenir. Du moins a-t-il pu entrevoir, avant de fermer les yeux, l'aurore de la paix telle qu'ils la rêvait, la paix à la française, c'est-à-dire une paix de raison, de justice et d'humanité ». Une rue du centre ville de Sète est aujourd'hui baptisée en son honneur : « Rue Député Molle ». (43° 24′ 22″ N, 3° 41′ 36″ E).